# Colin Bland
Kenneth Colin Bland (* 5. April 1938 in Bulawayo, Südrhodesien; † 14. April 2018 in London, Vereinigtes Königreich) war ein in Südrhodesien geborener Cricketspieler, der zwischen 1961 und 1966 für die südafrikanische Nationalmannschaft spielte.

## Aktive Karriere
Bland gab sein First-Class-Debüt in der Saison 1956/57 und spielte in der Folge für Rhodesien. Für sie konnte er bei der Tour Neuseelands in Südafrika im Jahr 1961 überzeugen, als ihm ein Fifty über 98 Runs gelang, so dass er in den Fokus für die südafrikanischen Nationalmannschaft rückte. Sein Test-Debüt gab er im Dezember 1961 gegen Neuseeland. Im Januar 1964 wurde er für die Tour in Australien erneut in den Kader berufen und begann die Tour mit einem Fifty (50 Runs). Im dritten Spiel der Serie gelangen ihm zwei Fifties (51 & 85 Runs), bevor er im abschließenden Test ein Century über 126 Runs aus 331 Bällen erreichte. Daraufhin folgte eine Test-Serie in Neuseeland, wobei er ein weiteres Fifty über 83 Runs im dritten Spiel erzielte. Im Dezember 1964 kam England nach Südafrika, und er erzielte im ersten Test ein Fifty über 68 Runs. Im zweiten Spiel folgte ein Century über 144* Runs, womit er das Remis sicherte. In der dritten Begegnung konnte er dann zwei Fifties (78 & 64 Runs) und im vierten ein weiteres über 55 Runs. In der Saison 1965 reiste das Team nach England, wo er erst ein Fifty über 70 Runs und dann ein Century über 127 Runs erreichte. Dabei überzeugte er auch mit seinem Fielding und galt in diesem Bereich als einer der besten seiner Zeit. Für seine Leistungen wurde er im folgenden Jahr als einer der Wisden Cricketers of the Year ausgezeichnet. Sein letzter Einsatz für die Nationalmannschaft erfolgte im Dezember 1966 gegen Australien. Dabei kollidierte er mit einer Begrenzung des Spielfeldes und verletzte sein linkes Knie dabei schwer. Dies beendete seine internationale Karriere. Nachdem er auch als Kapitän und Coach für Rhodesien verantwortlich war, ging er 1969 nach Port Elizabeth und spielte dort für Eastern Province. Er übernahm im Jahr 1971 einen Job als Cricket- und Hockey-Coach für die Universität des Freistaates. Sein letztes First-Class-Spiel absolvierte in der Saison 1973/74 für Orange Free State.

## Nach der aktiven Karriere
Nachdem er sich vom aktiven Spiel zurückgezogen hatte, arbeitete er als Coach für Cricket und Squash und siedelte später in das Vereinigte Königreich um. Er verstarb im Alter von 80 Jahren im April 2018.